# Битва на боснийских холмах
Битва на боснийских холмах — сражение, состоявшееся 27 мая 927 года между армиями болгарского царя Симеона Великого и короля Хорватии Томислава. Стало решающим сражением в ходе хорватско-болгарской войны 926—927 гг.
Согласно хронике «Продолжателей Феофана» и другим историкам, бой произошел именно 27 мая 927 года в Восточной Боснии около реки Дрины, где находится очень гористая местность — часть Динарского нагорья. Тогда в том месте находилась граница Хорватии и Болгарии.
Хроника «Продолжателей Феофана» также считает болгарского царя Симеона мудрым и способным человеком с тревожным и жадным духом. Он потратил большую часть своей жизни на войны с соседними странами. Его основным смыслом жизни была борьба с Византией и захват империи.

## События, предшествовавшие битве
После долгих войн, сопровождавшихся большим успехом, захватив большую часть европейских территорий Византийской империи, Симеон Великий был в Охриде (совр. Македония) коронован назначенным в 925 году болгарским патриархом как «царь всех болгар и греков». Царский титул равнялся титулу императора, а по законам того времени подобный титул мог даровать только папа римский или византийский император. Роман I Лакапин отказался признать законность получения данного титула болгарским императором. Николас Мистикос, Константинопольский патриарх поддержал императора. Оказавшись в трудном положении, Симеон вынужден был просить поддержки у римского папы Иоанна X, а также просил его прислать императорскую корону и признать главу болгарской церкви как Патриарха. Условием Рима стало то, что Симеон обязан был принять латинский обряд и признать папу главой церкви. После того, как Симеон согласился на условия из Рима, папа Иоанн немедленно отправил в Болгарию торжественную миссию, которую возглавил римский кардинал Мадальберт. Делегация достигла Болгарии в конце лета 926 года и передала Симеону корону и скипетр болгарского императора.
Во время нахождения папской миссии в Преславе, столице Болгарии, Мадальберт вел долгие переговоры с Симеоном о созыве в Болгарии церковного синода, такие же переговоры, которые он позже будет вести и с хорватским королём Томиславом в 928 году. Болгарские переговоры были успешны, и архиепископ Леонтий был поставлен Преславским Патриархом.

## Причины болгарско-хорватской войны
Тем временем Симеон еще во время своих приготовлений к коронации, в 926 году, решил вести войну с Хорватским Королевством.
Причиной этого, возможно, стало то, что король Томислав принял под руку сербов, которых Симеон Великий выслал из Рашки. Второй возможной причиной стало опасение Симеона, пошедшего на союз с Римом, перед набравшей новых сил Византией, которую поддерживал и король Томислав. Хорватский князь заключил союз с Романом Лакапином несколько лет назад, когда Византия передала под власть Хорватии города в Далмации, а также признала Томислава как короля Хорватии (Папа Римский признал за Томиславом королевский титул позднее, в 925 году). Томислав прислал свои войска на помощь грекам в 926 году, когда византийцам необходимо было изгнать сарацин из города Сипонтус в византийской провинции Лангобардия (совр. Италия). Этот случай убедил Симеона Великого в том, что хорваты приняли сторону греков, и в том, что с случае войны с Болгарией, хорваты будут воевать против него. В 927 году Симеон снарядил против Хорватии огромный отряд во главе с воеводой герцогом Алогоботуром, который подвел отряд к болгарско-хорватской границе в мае 927 года.

## Ход битвы
Согласно источникам (трактатам императора Константина Багрянородного), король Томислав имел в своем распоряжении около 160 тысяч солдат (из них — 100 тысяч пехотинцев и 60 тысяч конников). Численность болгарского войска точно неизвестна, но византийский император отмечает, что она могла составлять от 30 тысяч до 70 тысяч человек.
Согласно источникам, описывающим ход битвы, войско хорватского короля полностью опустошило болгарские войска. Решающим фактором для победы хорватов был верно выбранный ландшафт — хорваты базировались на холмах. Хорватские воины были также лучше вооружены и, конечно же, их численность превосходила силы противника более чем вдвое. Наконец сказался и человеческий фактор: когда основные силы болгар были разбиты, Томислав лично возглавил конницу и нанес решающий удар по противнику.